# Enriqueta Basilio Sotelo
Norma Enriqueta Basilio Sotelo (Mexicali, Baixa Califòrnia, Mèxic, 15 de juliol de 1948 - 26 d'octubre de 2019, Ciutat de Mèxic, Mèxic) va ser una atleta i política mexicana, coneguda popularment per la seva participació en els Jocs Olímpics d'Estiu de 1968, on va encendre el peveter olímpic.

Va participar, als 20 anys, en els Jocs Olímpics d'Estiu de 1968 celebrats a Ciutat de Mèxic (Mèxic), on participà en les proves de 400 metres llisos, 80 metres tanques i relleus 4x100 metres llisos, si bé en totes elles fou eliminada en primera ronda. Basilio, però, fou coneguda mundialment per esdevenir la primera dona que realitzà l'encesa del peveter olímpic en la cerimònia inaugural dels Jocs.
L'any 2000 fou escollida diputada federal pel Partit Revolucionari Institucional (PRI), càrrec que desenvolupà fins al 2003.